# Koča Giacomo di Brazza
Koča Giacomo di Brazza je manjša planinska postojanka v zahodnem italijanskem delu Julijskih Alp, imenovana  po začetniku odkrivanj pristopov na vrhove v montaževi skupini. Nahaja se sredi velike travnate planote, na skalni vzpetini planine Pecol, pod južnim ostenjem Montaža.
Planina Pecol spada med najlepše kotičke Julijcev. Obiskovalec ima vtis, da stoji na dnu mogočnega amfiteatra, ki ga v širokem loku obdajajo visoki grebeni, ki v strmih stenah padajo proti planini. Levo stran tega čudovitega amfiteatra tvorijo travnate strmine Cortissonov in Zabuša, za katerima se vidi obli vrh Strme Peči. Na desno pa se vleče silno dolga veriga Špikovih grebenov, prav na koncu, v kotu, najbolj oddaljen, a že na prvi pogled največji, pa stoji Montaž.
Koča je oskrbovana v poletnih mesecih. Zunaj sezone hranijo ključ v koči Divisione Julia na Nevejskem prelazu.

## Dostop
- Z Nevejskega prelaza, po cesti - peš 2 uri
- Iz vasi Potok v Reklanski dolini po Via Alta - 5 ur